# Alexis Ahlgren
Alexis Malkolm "Alex" Ahlgren, född 14 juli 1887 i Trollhättan, död mars 1969 i Pittsburgh i Pennsylvania i USA, var en svensk långdistanslöpare.
Ahlgren var grovarbetare och medlem av bland annat Trollhättans IF, IFK Göteborg och Södermalms IK.

## Meriter
Ahlgren var en av Sveriges främsta långdistanslöpare under 1910-talet, med stor talang men ojämn i sina resultat. Han vann engelska Polytechnic Harriers maratonlöpning 31 maj 1913 på världsrekordtiden 2.36.06,6 och blev andra svenska världsrekordhållare (efter Thure Johansson). Ahlgren innehade världsrekordet i maratonlöpning fram till 1920, svenskt rekord fram till 1948. Han deltog även i de olympiska spelen 1912 i Stockholm men tvingades bryta.